# هانس ماغنوس ريان
هانس ماغنوس ريان (بالنرويجية: Hans Magnus Ryan)‏ (و. 1969  م) هو موسيقي، وعازف قيثارة نرويجي، ولد في تروندهايم، يستخدم آلات قيثارة.

## روابط خارجية
- هانس ماغنوس ريان على موقع ميوزك برينز (الإنجليزية)
- هانس ماغنوس ريان على موقع ديسكوغز (الإنجليزية)